# میز (میسیسیپی)
میز (به انگلیسی: Mize) شهرکی در ایالت میسیسیپی کشور ایالات متحده آمریکا است که جمعیت آن در سرشماری سال ۲۰۱۰ میلادی، ۳۴۰
نفر بوده‌است.